# Wax (album)
Wax è il settimo album della band francese Indochine, pubblicato nel 1996. Ha venduto 50 000 copie.

## Il disco
È il primo album pubblicato dopo l'abbandono di Dominique Nicolas. Gli Indochine diventano un duo costituito dai fratelli Sirkis. Decidono di avvalersi della collaborazione di un compositore che lì aiuti nella scrittura dei pezzi, compito fino a quel momento svolto esclusivamente da Nicolas. La scelta ricade sul chitarrista parigino Alexandre Azaria che faceva parte del gruppo Le Cri de Mauche, grande estimatore della musica inglese.
L'album viene registrato a Bruxelles.
Il suono è rock, e sono stati introdotti dei cori gospel, come in Unisexe e in Révolution.
Il pezzo di maggior successo è Drugstar primo brano scritto interamente da Nicola Sirkis che affronta il tema dell'adolescenza e della scoperta del sesso. Il sassofono è suonato da Dimitri che appare nel pezzo come guest star. In Peter pan si parla della sindrome di cui sembra affetto il cantante del gruppo e dell'eterna giovinezza.
In Les silences de juliette Nicola duetta con la sua prima moglie, l'attrice Marie Guillard.
Wax è considerato un album secondario della produzione della band, e riceverà il disco d'oro solo otto anni più tardi.
A dispetto delle scarse vendite dell'album, il tour di Wax, Indo Live, riscontra una grande affluenza.

## Tracce
Testi di Nicola Sirkis, musiche di Nicola Sirkis - Stéphane Sirkis - Alexandre Azaria.
1. Unisexe – 5:03 (testo: Nicola Sirkis – musica: Stéphane Sirkis - Alexandre Azaria)
2. Révolution – 4:50 (testo: Nicola Sirkis – musica: Nicola Sirkis -  Alexandre Azaria)
3. Drugstar – 3:30 (Nicola Sirkis)
4. Je n'embrasse pas – 5:32 (testo: Nicola Sirkis – musica: Nicola Sirkis -  Alexandre Azaria)
5. Coma, coma, coma – 4:36 (testo: Nicola Sirkis – musica: Alexandre Azaria)
6. Echo ruby – 5:10 (testo: Nicola Sirkis – musica: Stéphane Sirkis - Alexandre Azaria)
7. Les silences de juliette – 3:57 (testo: Nicola Sirkis – musica: Stéphane Sirkis)
8. Satellite – 4:11 (testo: Nicola Sirkis – musica: Stéphane Sirkis - Alexandre Azaria)
9. Mire-live – 3:43 (testo: Nicola Sirkis – musica: Stéphane Sirkis)
10. Ce soir, le ciel – 4:06 (testo: Nicola Sirkis – musica: Stéphane Sirkis)
11. Kissing my song – 4:04 (testo: Nicola Sirkis – musica: Alexandre Azaria)
12. L'amoureuse – 4:43 (testo: Nicola Sirkis – musica: John Barry - Alexandre Azaria)
13. Peter pan – 4:58 (testo: Nicola Sirkis – musica: Stéphane Sirkis - Alexandre Azaria)

## Singoli
- Kissing My Song
- Drugstar
- Satellite

## Formazione
- Nicola Sirkis voce, cori e chitarra acustica du Dragstar
- Stéphane Sirkis chitarre
- Jean-Pierre Pilot tastiere e piano
- Alexandre Azaria chitarre
- Marc Eliard basso
- Franck Ridacker batteria